# Iljušin Il-86
Iljušin Il-86 (NATO oznaka: Camber) je bilo štirimotorno reaktivno potniško letalo, ki so ga zasnovali v Sovjetski zvezi pri biroju Iljušin. Bil je prvo sovjetsko širokotrupno potniško letalo in drugo štirimotorno širokotrupno letalo na svetu.
Il-86 je bil zasnovan v času Leonida Brežnjeva, v t. i. dobi stagnacije. Poganjali so ga ne najnovejši motorji iz 1960ih. Letalo ni bil komercialni uspeh, samo 3 od 106 izdelanih so izvozili. Je pa bil znan kot zelo varno letalo, v treh desetletjih ni bilo nobene nesreče s smrtnim izidom., Na podlagi Il-86 so zgradili Il-96. Tudi Airbus A340, ki je poletel 12 let po Il-86 je na izgled in po konfiguraciji zelo podoben.
Leta 2012 so bili samo štirje v uporabi, vsi pri Ruskih letalskih silah.
V 1960-ih je ZDA in zahodna Evropa načrtovala precej velike potniška letala, ki bi nadomestila tedanje 200-sedežnike. Sovjetsko vovstvo je hotelo t. i. aerobus (rusko аэробус). Največje letalska družba tistega časa Aeroflot je predvidevala čez 100 milijonov potnikov na leto.